# Igor Julio dos Santos de Paulo
Igor Julio dos Santos de Paulo, detto Igor (Bom Sucesso, 7 febbraio 1998), è un calciatore brasiliano, difensore del Brighton.

## Caratteristiche
È un difensore centrale molto forte fisicamente e abile nel gioco aereo.

## Carriera
Cresciuto nel Red Bull Brasil, nel 2015 si trasferisce agli austriaci del Liefering, squadra succursale del Salisburgo.
Il 7 gennaio 2018, dopo aver vinto la Youth League proprio con il Salisburgo, viene ceduto in prestito fino al termine della stagione al Wolfsberger con cui giocherà 15 partite da titolare, senza essere mai sostituito.
Il 2 luglio passa, sempre a titolo temporaneo, all'Austria Vienna.

Con la maglia viola chiuderà la stagione con 30 presenze tra Fußball-Bundesliga e coppa nazionale, dopo una serie di prestazioni che lo hanno fatto inserire tra i migliori giocatori del campionato austriaco.
Il 26 giugno 2019 viene acquistato a titolo definitivo dalla SPAL, con cui firma un quadriennale. Esordisce con gli emiliani il 18 agosto nella partita del terzo turno di Coppa Italia contro la Feralpisalò, mentre sette giorni dopo fa anche il suo esordio in serie A, nella partita interna contro l'Atalanta, persa per 3-2. Il 4 dicembre segna il suo primo gol italiano, nel successo sul Lecce per 5-1 nella gara valevole  per il quarto turno di Coppa Italia.
Il 31 gennaio 2020 viene ceduto in prestito biennale con obbligo di riscatto alla Fiorentina. Con i viola esordisce subito due giorni dopo, nella partita in casa della Juventus, persa per 3-0. Totalizzerà 9 presenze.
Nella stagione successiva non trova continuità, specie nella prima fase della stagione e in primavera quando si infortunia seriamente, chiudendo con 24 presenze totali tra campionato e Coppa Italia. Il 3 maggio 2021, come da contratto, viene esercitato l'obbligo di riscatto del cartellino da parte del club viola, il quale versa nelle casse della SPAL poco più di 5 milioni di euro.
La stagione 2021/2022 vede Igor giocare con più frequenza, venendo scelto sempre più spesso nell'undici titolare dal nuovo tecnico Italiano. Chiude la stagione con 30 presenze nella massima serie e 5 in Coppa Italia.
Il 26 luglio 2023, Igor viene acquistato dal Brighton, in Premier League, per 17 milioni di euro, più 3 di bonus, sottoscrivendo un contratto quinquennale con la società inglese.

## Statistiche

### Presenze e reti nei club
Statistiche aggiornate al 14 settembre 2024.
| Stagione          | Squadra           | Campionato        | Campionato | Campionato | Coppe nazionali | Coppe nazionali | Coppe nazionali | Coppe continentali | Coppe continentali | Coppe continentali | Altre coppe | Altre coppe | Altre coppe | Totale | Totale | Totale |
| Stagione          | Squadra           | Comp              | Pres       | Reti       | Comp            | Pres            | Reti            | Comp               | Pres               | Reti               | Comp        | Pres        | Reti        | Pres   | Reti   |        |
| ----------------- | ----------------- | ----------------- | ---------- | ---------- | --------------- | --------------- | --------------- | ------------------ | ------------------ | ------------------ | ----------- | ----------- | ----------- | ------ | ------ | ------ |
| 2015-2016         | Liefering         | EL                | 25         | 0          | -               | -               | -               | -                  | -                  | -                  | -           | -           | -           | 25     | 0      |        |
| 2016-gen. 2017    | Liefering         | EL                | 11         | 0          | -               | -               | -               | -                  | -                  | -                  | -           | -           | -           | 11     | 0      |        |
| Totale Liefering  | Totale Liefering  | Totale Liefering  | 36         | 0          |                 | -               | -               |                    | -                  | -                  |             | -           | -           | 36     | 0      |        |
| gen.-giu. 2017    | Salisburgo        | BL                | 1          | 0          | CA              | 0               | 0               | UCL+UEL            | 0                  | 0                  | -           | -           | -           | 1      | 0      |        |
| 2017-gen. 2018    | Salisburgo        | BL                | 1          | 0          | CA              | 2               | 0               | UCL+UEL            | 0                  | 0                  | -           | -           | -           | 3      | 0      |        |
| Totale Salisburgo | Totale Salisburgo | Totale Salisburgo | 2          | 0          |                 | 2               | 0               |                    | 0                  | 0                  |             | -           | -           | 4      | 0      |        |
| gen.-giu. 2018    | Wolfsberger       | BL                | 15         | 0          | CA              | -               | -               | -                  | -                  | -                  | -           | -           | -           | 15     | 0      |        |
| 2018-2019         | Austria Vienna    | BL                | 27         | 0          | CA              | 3               | 0               | -                  | -                  | -                  | -           | -           | -           | 30     | 0      |        |
| 2019-gen. 2020    | SPAL              | A                 | 17         | 0          | CI              | 3               | 1               | -                  | -                  | -                  | -           | -           | -           | 20     | 1      |        |
| gen.-giu. 2020    | Fiorentina        | A                 | 9          | 0          | CI              | -               | -               | -                  | -                  | -                  | -           | -           | -           | 9      | 0      |        |
| 2020-2021         | Fiorentina        | A                 | 21         | 0          | CI              | 3               | 0               | -                  | -                  | -                  | -           | -           | -           | 24     | 0      |        |
| 2021-2022         | Fiorentina        | A                 | 30         | 0          | CI              | 5               | 0               | -                  | -                  | -                  | -           | -           | -           | 35     | 0      |        |
| 2022-2023         | Fiorentina        | A                 | 27         | 0          | CI              | 3               | 0               | UECL               | 11                 | 0                  | -           | -           | -           | 41     | 0      |        |
| Totale Fiorentina | Totale Fiorentina | Totale Fiorentina | 87         | 0          |                 | 11              | 0               |                    | 11                 | 0                  |             | -           | -           | 109    | 0      |        |
| 2023-2024         | Brighton          | PL                | 24         | 0          | FACup+CdL       | 2+1             | 0               | UEL                | 6                  | 0                  | -           | -           | -           | 33     | 0      |        |
| Totale carriera   | Totale carriera   | Totale carriera   | 197        | 0          |                 | 22              | 1               |                    | 14                 | 0                  |             | -           | -           | 240    | 1      |        |

## Palmarès
- Campionato austriaco: 1

Salisburgo: 2016-2017